# Ballencrieff Granary

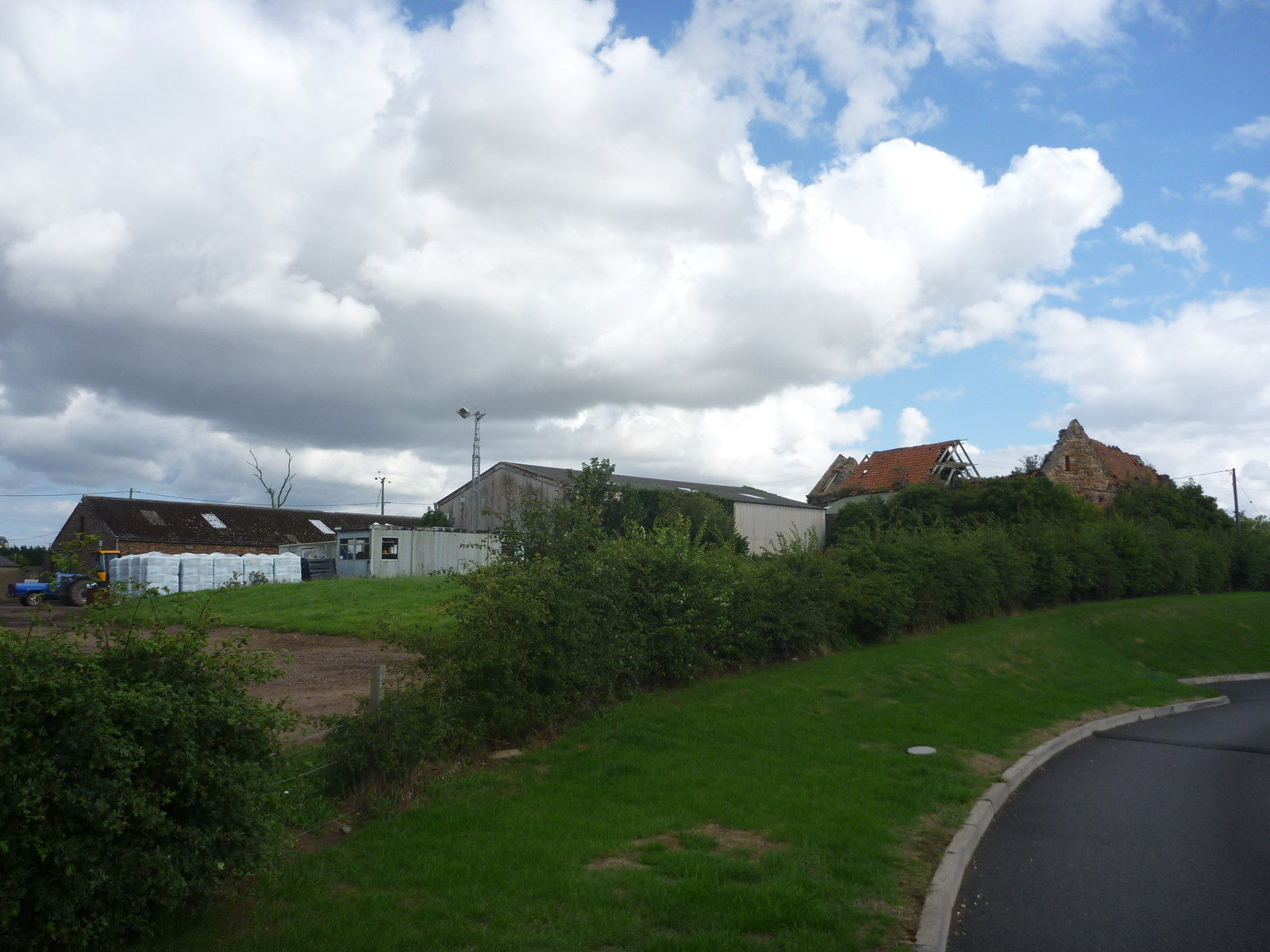
Der Ballencrieff Granary ist die Ruine in der rechten Bildhälfte

Ballencrieff Granary ist ein ehemaliger Kornspeicher in dem schottischen Weiler Ballencrieff in der Council Area East Lothian. 1971 wurden die Gebäude in die schottischen Denkmallisten in der höchsten Kategorie A aufgenommen.

## Geschichte
Der Kornspeicher entstand im 16. Jahrhundert als Teil eines Bauernhofes. Im 13. Jahrhundert wurde in der Umgebung ein dem heiligen Cuthbert geweihtes Spital eingerichtet. Möglicherweise stand der Kornspeicher, ähnlich wie Redhouse Castle, in Verbindung mit dem Spital. Insbesondere auf Grund des Bauzeitraums, in welchem das Spital wahrscheinlich bereits aufgegeben worden war, erscheint eine Verbindung jedoch zweifelhaft. Wann der Kornspeicher aufgegeben wurde, ist nicht verzeichnet. 2008 wurde er in das Register gefährdeter denkmalgeschützter Bauwerke in Schottland aufgenommen. Zuletzt 2014 wurde sein Zustand als sehr schlecht bei gleichzeitig hohem Risiko der Verschlechterung eingestuft.

## Beschreibung
Ballencrieff Granary liegt am Ostrand des Weilers Ballencrieff. Das zweistöckige Gebäude weist einen L-förmigen Grundriss auf. Das Mauerwerk besteht aus Bruchstein. Die Fassaden sind asymmetrisch aufgebaut und Teile der Öffnungen heute durch Mauerwerk verschlossen. Im Inneren besteht keine Treppenverbindung zwischen beiden Stockwerken. Ehemals führte wahrscheinlich eine außenliegende Treppe zu einem auskragenden Balkon. Eine Plattform, die wahrscheinlich mit einer Winde bestückt war, ist über eine Leiter zugänglich. Das Satteldach ist heute weitgehend eingestürzt. Es ist mit rotem Ziegel eingedeckt.